# Hedeoma
Hedeoma es un género con 105 especies de plantas con flores perteneciente a la familia Lamiaceae. Es originario de América.

## Especies seleccionadas
| - Hedeoma acinoides - Hedeoma adscendens - Hedeoma albescentifolia - Hedeoma apiculata - Hedeoma apiculatum - Hedeoma arkansana - Hedeoma bellum - Hedeoma bicolor - Hedeoma blepharodonta - Hedeoma bracteolata - Hedeoma costata - Hedeoma dentata | - Hedeoma diffusa - Hedeoma drummondii - Hedeoma hispida - Hedeoma hyssopifolia - Hedeoma mollis - Hedeoma multiflorum - Hedeoma nana - Hedeoma oblongifolia - Hedeoma pilosa - Hedeoma plicata - Hedeoma pulcherrima - Hedeoma pulegioides - Hedeoma reverchonii - Hedeoma todsenii |

## Sinonimia
- Pseudocunila Brade